# Xian de Shangcheng
Pour les articles homonymes, voir Shangcheng.
Le xian de Shangcheng (商城县 ; pinyin : Shāngchéng Xiàn) est un district administratif de la province du Henan en Chine. Il est placé sous la juridiction de la ville-préfecture de Xinyang.

## Démographie
La population du district était de 697 253 habitants en 1999.